# Schnabelia
Schnabelia, biljni rod od 5 vrsta trajnica i polugrmova iz porodice usnača smješten u tribus Caryopterideae, dio potporodicde Ajugoideae. Sve vrste su kineski endemi.

## Opis
Zeljasto bilje, višegodišnje. Rizomi kratki, debeli. Stabljike i grančice 4-kutne, po rubovima izrazito okriljene. Listovi nasuprotni, sitni, jednostavni do duboko trokraki i gotovo dlanasti, obično rano opadaju. Cvatovi aksilarni, jednostavni cime ili svedeni na 1 cvijet. Cvjetovi su obično 2 vrste, otvoreni ili kleistogamni. Čaška duboko 4- ili 5-režnjevita, u plodu malo proširena, upadljivo 8-10-žilna; režnjevi linearno-lancetasti, jednaki ili podjednaki. Prašnika 4, dvostruki. Ovarij 4-lokularni; ovule 1 po lokuli. Stigma blago 2-rascijepljena. Otvoreni cvjetovi s vjenčićem dužim od čaške, cijev tanka, 2-usna, donja usna 3-režnjevita, gornja usna uspravna i 2-režnjevita; prašnici ispruženi; stil duži od prašnika. Kleistogamni cvjetovi s vjenčićem kraćim od čaške; prašnici i vrh kraći od vjenčića. Oraščića 4, obrnuto jajasta, puberulentna, u osnovi nejasno mrežasta. 

## Vrste
1. Schnabelia aureoglandulosa (Vaniot) P.D.Cantino
2. Schnabelia nepetifolia (Benth.) P.D.Cantino
3. Schnabelia oligophylla Hand.-Mazz.
4. Schnabelia terniflora (Maxim.) P.D.Cantino
5. Schnabelia tetradonta (Y.Z.Sun) C.Y.Wu & C.Chen

## Sinonimi
- Chienodoxa Y.Z.Sun; Acta Phytotax. Sin. 1: 22 (1951)